# 화이하이 전역
화이하이 전역(중국어 간체자: 淮海战役, 병음: Huáihǎi Zhànyì)은 랴오선 전역, 핑진 전역과 함께 제2차 국공 내전 후기에 중화민국 국군에 대항해 중국공산군이 벌인 세 개의 전역 중 하나이다. 화이하이 전역은 중국공산군이 1948년 11월 6일 쑤저우에 있는 쑤저우 초비총사령부를 공격하며 시작되었으며, 1949년 1월 10일 공산군이 장강 북안에 도달하며 종료되었다. 화이하이와 핑진 두 전역에서의 패배는 정치적 입지가 좁아진 장제스가 1949년 1월 21일 주석직에서 하야하게 되는 원인이 되었다.

## 배경
1948년 9월 24일 지난이 공산군 수중에 들어간 후 공산군은 산둥성에 있는 중화민국 국군 잔군과 쑤저우에 있는 중화민국 국군 주력군을 처리할 것을 계획하기 시작한다. 만주에서 급격히 악화되는 군사적 상황에 더불어 중화민국은 공산군의 장강을 향한 남쪽으로의 진군을 막고자 진푸선(현재 징후 철로)의 양면에 병력을 배치할 것을 결정한다.

### 공산군 전략
화동야전군 사령관 쑤위는 산둥성에 주둔하던 중화민국 국군 6군과 7군을 포위하는 계획을 세웠다. 이 계획은 승인을 받았고 류보청, 천이, 덩샤오핑의 중원야전군에게는 산둥으로의 진출을 위해 허난성과 안후이성에 있는 중화민국 국군 사령부를 공격하라는 명령이 떨어졌다.

## 진행 과정

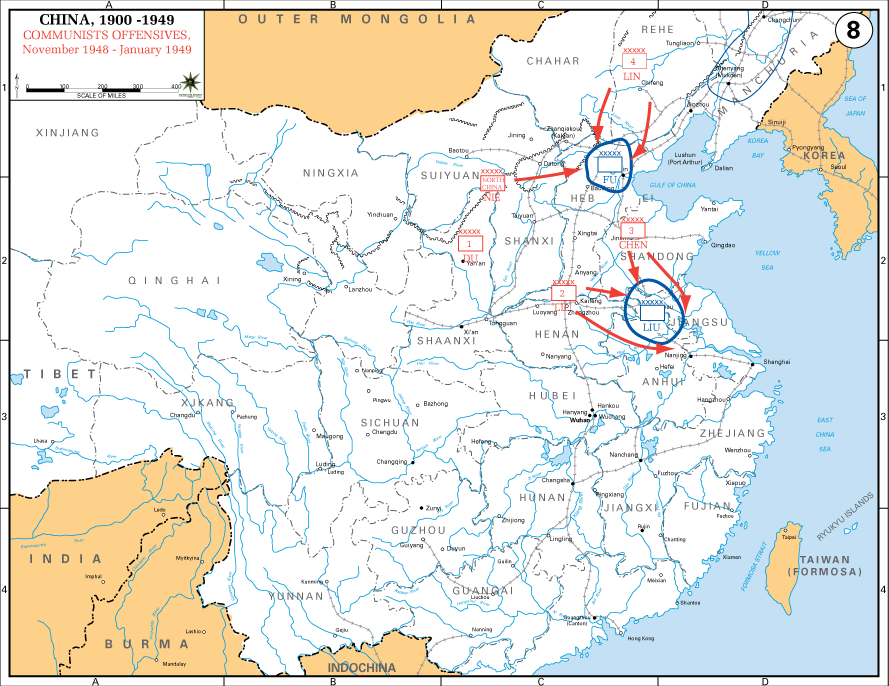
1948년 11월부터 1949년 1월 벌어진 핑진 전역(북쪽)과 화이하이 전역(남쪽)

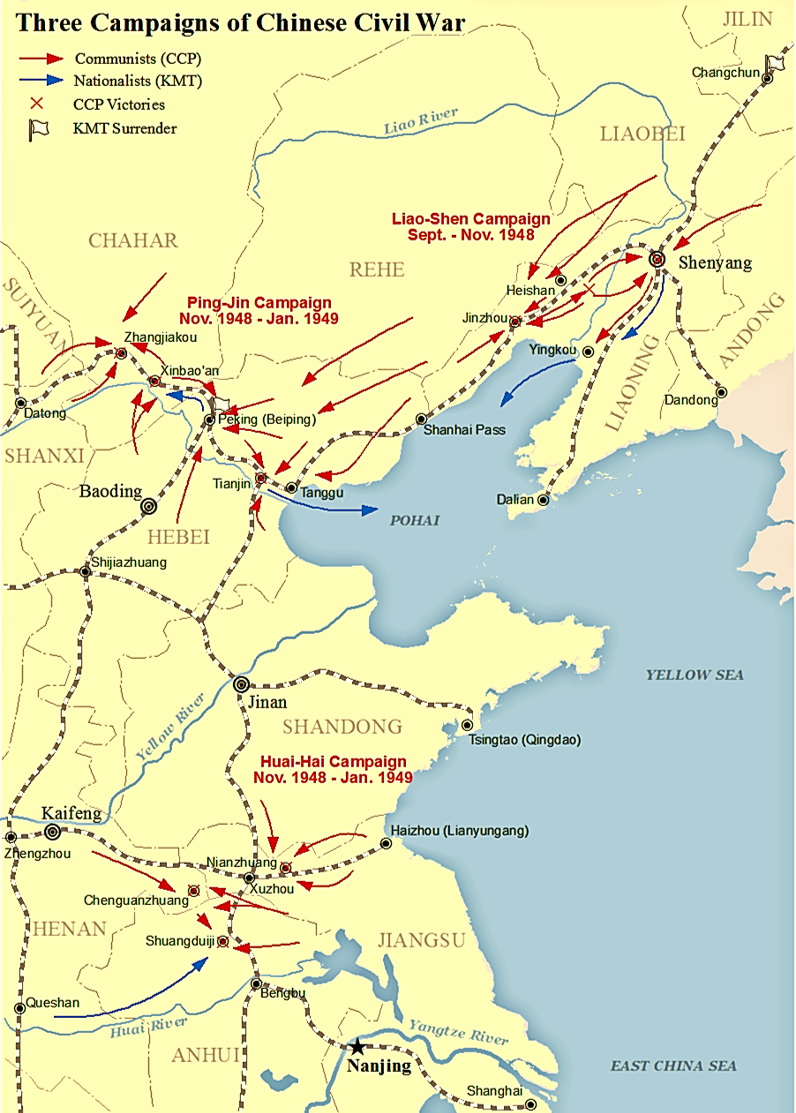
제2차 국공 내전의 3대 전역 중 하나로서의 화이하이 전역을 표시한 지도

- 쑤저우 포위(1948년 11월 6일 ~ 11월 22일)
- 솽두이지 전역(1948년 11월 23일 ~ 12월 15일, 현재 안후이성 쑤이시 현 솽두이지 진)
- 쑤저우 함락(1948년 12월 23일 ~ 1949년 1월 10일)

## 결과
황푸 군관학교를 졸업한 장제스 직속 부대의 엄청난 손실은 중화민국에서의 장제스의 입지를 심각하게 좁혔다. 리쭝런, 바이충시와 같은 과거 정치적 라이벌들의 압박으로 장제스는 임시 은퇴를 선포한다. 공산군이 장강으로 접근함에 따라 대세는 공산군에 심각하게 기울어졌다. 공산군의 장강 도하를 효과적으로 막을 수 없던 난징의 중화민국 정부는 미국의 지지와 군사 원조를 잃었다.